# Ctenomys roigi
Ctenomys roigi és una espècie de mamífer rosegador de la família dels ctenòmids. És endèmic de la província de Corrientes (Argentina), on viu a prop del riu Paranà. El seu hàbitat natural són les dunes i les ribes de rius. Està amenaçat per la mida petita de la seva distribució, que cobreix menys de 100 km².
Aquest tàxon fou anomenat en honor del naturalista argentí Virgilio Germán Roig.